# Generoso Pompa
Generoso Pompa, conegut en art com Gene Pompa (Alexandria, 11 de març de 1952) és un pintor italià.

## Biografia
Nascut a Alexandria, Egipte, i viu a Roma des de 1962, on es va llicenciar en pintura mural a l'Institut St Giacomo, (1995-1996). Va començar la seva carrera com a pintor als anys setanta, familiaritzant-se amb les tècniques artístiques tot copiant les obres dels grans mestres del passat. Des dels anys 90 treballa a temps complet, alternant obres surrealistes amb peces de paisatge. La característica que fa reconeixible la pintura de Gene és la seva tècnica de relleu, utilitzant un ganivet i pinzell per a realitzar pintures tridimensionals en oli.